# Staphylococcal scalded skin syndrome
Staphylococcal scalded skin syndrome ("SSSS") är en hudsjukdom som innebär att förbindelserna mellan cellerna i hudens hornlager löses upp och hudlagret avfjällas. 
Som namnet antyder orsakas den av stafylokocker, mer specifikt av det epidermolytiska toxinet exfoliatin. Sjukdomen benämns även Ritters eller Lyells sjukdom, efter den tyske läkaren och pediatrikern baron Gottfried Ritter von Rittershain och den skotske hudläkaren Alan Lyell. Sjukdomen är relativt sällsynt och påverkar bara det yttersta lagret av huden vilket gör att den vanligen inte ger mer besvär än mild klåda och går att likna vid en mild brännskada.
När stafylokocker infekterar huden orsakas små blåsor på det infekterade området. Dessa spricker enkelt, varpå huden ser ut att ha blivit skållad eller bränd. Normalt sett skyddar immunförsvaret och njurarna kroppen från bakteriella toxiner, men om något av dessa system inte fungerar ordentligt kan det bakteriella toxinet ta sig in i blodomloppet. Därifrån kan det cirkulera omkring i kroppen och drabba huden på de flesta delar av kroppen.
Den vanligaste bakterien som infekterar hud, ögon och näsa är Staphylococcus aureus. Upp till 40 procent av alla vuxna bär på denna bakterie utan att själva infekteras. Hos nyfödda barn och andra unga barn är inte immunförsvaret och njurarna fullt utvecklade, vilket gör att de löper en ökad risk att drabbas. SSSS är ett ovanligt tillstånd hos vuxna, men kan som sagt drabba personer med nedsatt njurfunktion eller nedsatt immunförsvar, samt patienter som använder immunhämmande läkemedel eller genomgår kemterapi.